# Mike Pinder

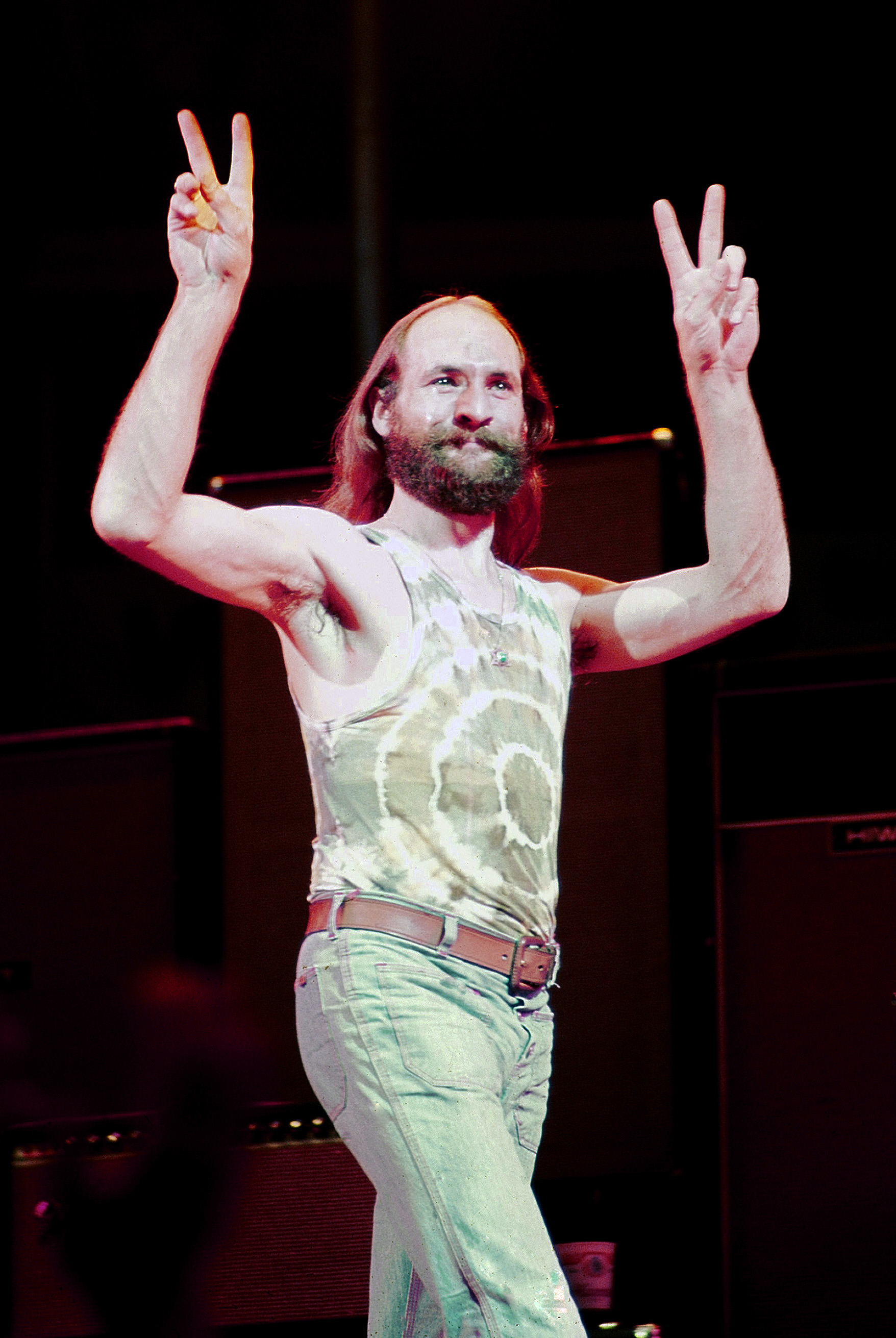
Mike Pinder

Michael Thomas 'Mike' Pinder (Erdington bij Birmingham, 27 december 1941 – Noord-Californië, 24 april 2024) was een Britse toetsenist en zanger die vooral bekend werd als lid van de Moody Blues.

## Vroege jaren
Al vanaf zijn derde levensjaar had Pinder belangstelling voor muziek, zei hij in interviews. Eigenlijk was voor hem een militaire carrière weggelegd, aangezien zijn gehele familie in het leger had gediend. Uiteindelijk hield hij het er iets langer dan een jaar uit, maar hij deed er wel inspiratie op voor muziek.
Al jong kwam hij in contact met zijn latere Moody Blues-kompanen Ray Thomas en John Lodge in een groepje vanuit Birmingham, El Riot and The Rebels. Toen Lodge wat later vertrok viel de band uiteen. Na een kortstondig baantje buiten de muziek startte Pinder met Ray Thomas de Krew Cats. Zij haalden het voorprogramma van de toen aan de weg timmerende The Beatles. Vlak daarna begon Pinder te werken voor Streetly Electronics, een bedrijf dat uiteindelijk de mellotron fabriceerde, een uiterst kwetsbaar elektronisch tape/muziekinstrument. Vooral in de begindagen was het instrument vaker stuk dan bruikbaar. Doordat Pinder vanaf het begin erbij betrokken was, werd hij gezien als 'de man voor de mellotron' (de bijnaam voor het instrument was dan ook 'Pindertron'). In het boek Mellotron dat Nick Awde in 2008 erover schreef komt Pinder als eerste aan het woord.

## Moody Blues
Begin jaren 60 van de 20e eeuw kregen Pinder, Thomas en Graeme Edge The Moody Blues van de grond, samen met Denny Laine en Clint Warwick. Ze speelden voornamelijk rhythm-and-blues. In 1965 scoorden ze een hit met een cover, Go Now!, die aanvankelijk voor de Amerikaanse soulzangeres Bessie Banks was bedoeld.
Nadat Laine en Warwick vertrokken, kwamen Justin Hayward en opnieuw John Lodge bij de groep. In deze bezetting (Hayward, Lodge, Pinder, Thomas, Edge) had de groep een aantal succesvolle jaren (1967-1974). Pinder verzorgde op de albums de meer filosofische en maatschappijkritische teksten en muziek. Zijn eerste song die in deze richting wees, was de single Love and Beauty (1967). Hun grootste succes was het conceptalbum Days of Future Past met het langgerekte nummer Nights in White Satin, waarvan de ingekorte singleversie een wereldhit werd. Met deze symfonische rock namen ze afstand van de rhythm-and-blues. De mellotron werd als een van de karakteristieke instrumenten gebruikt en werkte nog steeds niet perfect. Bij een concert weigerde het apparaat geheel en Pinder repareerde het in 20 minuten op het podium. 
Verdere succesvolle albums waren On the Threshold of a Dream, A Question of Balance en Seventh Sojourn. In 1974 nam de groep na een grote wereldtournee een sabbatical om te werken aan soloalbums. Pinder vertrok naar de Verenigde Staten en deed nieuwe ervaringen op. Zijn album The Promise kreeg een andere stijl dan die van de Moody Blues.
In 1978 kwamen de Moody Blues weer bijeen, maar de leden van de groep waren uit elkaar gegroeid. Pinder was het niet eens met de nieuwe muzikale koers met meer popsongs dan filosofische en diepgaande songs. Ook wilde hij niet meer op tournee. Hij werkte nog mee aan de voltooiing van het album Octave waaraan het werk sinds 1974 onderbroken was geweest. Het enige nummer van zijn hand One step into the light heeft een nogal hoogdravende tekst. Daarna trok hij zich definitief terug op zijn Indigo Ranch te Malibu, waar hij zijn geluidsstudio had gebouwd.

## Na de Moody Blues
Pinder ging werken bij de muziekafdeling van Atari computer corporation, maar daarna bleef hij geheel buiten de muziekscene. Zijn andere twee soloalbums deden commercieel weinig en daarna werd niets meer van hem vernomen.
Toen zijn zoons hun eerste voetstappen zetten op muziek- en filmgebied, werd hij weer muzikaal actief. Matt en Michael Lee, samen The Pinder Brothers, namen met hun vader het album Jupiter falls op. Daniel Pinder, de oudste zoon, was betrokken bij filmmuziek van zowel Pirates of the Carribean als The Da Vinci Code.
Mike Pinder overleed op 24 april 2024 op 82-jarige leeftijd.

## Discografie
- The Promise;
- Among the Stars;
- A Planet with one mind;
- A Planet with one heart.

- Bibsys: 7054175
- Gemeinsame Normdatei: 1327461498
- International Standard Name Identifier: 0000 0003 7201 6258
- Library of Congress Control Number: n95096046
- MusicBrainz: bcbae02d-5df0-4028-9999-8efebf1d0e72
- Nationale Bibliotheek van Tsjechië: xx0197295
- Nationale bibliotheek van Australië: 64104583
- Nationale en Universitaire bibliotheek Zagreb: 000066755
- Nederlandse Thesaurus van Auteursnamen: 315459751
- Istituto Centrale per il Catalogo Unico: DDSV163187
- Virtual International Authority File: 127423594
- WorldCat: E39PBJwhCJRXv7gvW4fDCjyw4q